# Guløjet pingvin
Guløjet pingvin (Megadyptes antipodes), også kendt som hoiho, er en pingvinart som er endemisk for New Zealand. Det er den eneste nulevende art i slægten Megadyptes.
Det var tidligere antaget at den var nært beslægtet med den dværgpingvin (Eudyptula minor), men molekylær forskning har vist, at den er tættest beslægtet med pingviner af slægten Eudyptes. Som de fleste pingviner æder den hovedsageligt fisk.
Arten yngler langs de østlige og sydøstlige kyster på Sydøen i New Zealand, foruden på Stewart Island, Auckland Islands og Campbell Islands. Dens kolonier på Otago-halvøen på Sydøen er et populært turistmål, hvor besøgende kan observere pingvinerne på nært hold fra fugleskjul, grave eller tunneler.
Bestandene på Sydøen havde i 2017 i 20 år oplevet en betydelig tilbagegang. På Otago-halvøen var antallet faldet med 75 % siden midten af 1990'erne, og fortsætter den faldende tendens i populationerne er der mulighed for lokal udryddelse i de næste 20 til 40 år. Effekten af stigende havtemperaturer studeres stadig, men et udbrud af infektionssygdom i midten af 2000'erne spillede en stor rolle i faldet. Menneskelige aktiviteter på havet (fiskeri og forurening) kan have en lige så høj, hvis ikke større indflydelse på artens nedadgående tendens.

## Taksonomi
Guløjet pingvin blev først beskrevet af Jacques Bernard Hombron og Honoré Jacquinot i 1841.
Pingvinen er den eneste art i slægten Megadyptes. Den blev tidligere antaget at være tæt beslægtet med dværgpingvin, men ny molekylær forskning har vist, at den er tættere beslægtet med pingviner af slægten Eudyptes. Analyser af DNA fra mitokondrier og cellekernetr tyder på, at guløjet pingvin udskilte sig fra forfædrene til Eudyptes for omkring 15 millioner år siden. I 2019 blev artens 1,25 Gb store genom offentliggjort som en del af Penguin Genome Consortium.

## Beskrivelse
Guløjet pingvin kendes lettest ved båndet af bleggule fjer, der omgiver dens øjne og omkranser baghovedet. Dens pande, isse og den forreste del af hovedet er skifergrå med med gyldengule pletter. Øjnene er gule. Struben og siderne af hovedet er lysebrune. Ryg og hale er skiferblå til sorte. Dens bryst, mave, lår og undersiden af svømmefødderne er hvide. Ungfugle har et mere gråt hoved uden de gule bånd omkring øjnene.
Det er den største nulevende pingvinart, der yngler på New Zealands hovedøer og den fjerde eller femte tungeste nulevende pingvin efter kropsmasse. Den er stående 62-79 cm høj og vejer 3-8,5 kg. Vægten varierer i løbet af året; pingvinerne er tungest lige før fældningen, hvor de kan tabe 3-4 kg i vægt. Hannerne er med en gennemsnitsvægt på omkring 5,3 kg noget tungere end hunnerne med en gennemsnitsvægt på omkring 5,1 kg.
Guløjet pingvin kan leve længe, nogle individer bliver 20 år. Hannerne lever generelt længere end hunnerne, hvilket fører til et forhold mellem kønnene på 2:1 omkring 10-12 års alderen.
Guløjet pingvin er for det meste tavs. Den har et skingert kald, som kan ligne et æsels skryden, ved rede- og ynglesteder.

## Udbredelse og levested
Indtil for nylig antog man, at guløjet pingvin var udbredt og talrig, før de polynesiske bosættere ankom til New Zealand. Men genetiske analyser har vist, at dens udbredelsesområde først er udvidet til at omfatte New Zealands hovedøer i de sidste 200 år. Guløjede pingvin spredte sig fra det subantarktiske område og erstattede New Zealands endemiske waitahapingvin (M. waitaha), som uddøde omkring år 1300 til 1500, kort efter at polynesiske bosættere ankom til New Zealand.
I dag findes guløjede pingviner i to forskellige populationer. Den nordlige population strækker sig langs den sydøstlige kyst af Sydøen i New Zealand, ned til Stewart Island og Codfish Island. Den har fire hovedyngleområder: Banks-halvøen, North Otago, Otago-halvøen og Catlins. Det omtales også som fastlandsbestanden. Den sydlige population omfatter de subantarktiske øer Auckland Islands og Campbell Island. Genflowet mellem de nordlige og sydlige populationer er lille, da det store havområde mellem Sydøen og den subantarktiske region og den subtropiske konvergens fungerer som en naturlig barriere. Baseret på observationer mellem 2012 og 2017 er der i gennemsnit 577 ynglepar om året på Enderby Island i Auckland Islands, som udgør 37-49 % af den samlede ynglebestand for arten.

## Adfærd

### Yngel
Hvorvidt guløjede pingviner yngler i kolonier, har været et vedvarende debatpunkt blandt zoologer i New Zealand. De fleste antarktiske pingvinarter bygger reder i store flokke med høj tæthed af fugle; i modsætning hertil bygger guløjede pingviner ikke rede inden for synsvidde af hinanden. Mens de kan ses komme i land i grupper på fire til seks eller flere individer, spreder de sig derefter til individuelle redepladser op til en kilometer inde i landet. Derfor er der enighed blandt newzealandske pingvinforskere om at bruge habitat snarere end koloni til at henvise til områder, hvor guløjede pingviner bygger rede.
De yngler første gang, når de er tre til fire år gamle, og der dannes langvarige partnerskaber. Redepladsen vælges i august, og der lægges normalt to æg i september. Rugningen (som varer 39-51 dage) deles af begge forældre, som kan tilbringe flere dage på reden ad gangen. I de første seks uger efter udklækningen bliver ungerne passet om dagen af den ene forælder, mens den anden er på havet for at søge føde. Den fødesøgende voksne vender tilbage mindst en gang om dagen for at fodre ungerne og aflaste partneren. Når ungerne er seks uger gamle, tager begge forældre på havet for at skaffe føde til deres hurtigt voksende afkom. Ungerne forlader normalt reden i midten af februar og er helt uafhængige fra da af. Ungernes vægt er så generelt mellem 5 og 6 kg.

### Føde
Omkring 90 % af guløjet pingvins kost består af fisk, hovedsagelig arter, der lever nær havbunden, inklusive Argentina elongata, newzealandsk flodbars (Parapercis colias), newzealandsk rødtorsk (Pseudophycis bachus) og Hemerocoetes monopterygius). Andre arter, der spises, er blårygget brisling (Sprattus antipodum) og blæksprutter som Nototodarus sloanii. De spiser også nogle krebsdyr, herunder krill (Nyctiphanes australis). Det er konstateret, at pingviner går efter vandmænd. I første ongang troede man, at fuglede jagede goplerne, men brug af kameraen har vist, at pingvinerne går efter unge fisk og fiskelarver som lever sammen med vandmænd.
Ynglende pingviner foretager normalt to slags fourageringsture: dagsture, hvor fuglene tager af sted ved daggry og vender tilbage om aftenen og bevæger sig op til 25 km fra deres kolonier, og kortere aftenture, hvor fuglene sjældent er væk fra deres rede længere end fire timer eller bevæger sig længere væk end 7 km. Guløjede pingviner er kendt for næsten udelukkende at søge føde på havbunden. Op til 90 % af deres dyk er bentiske. Dette betyder også, at deres gennemsnitlige dykkedybder er bestemt af vanddybderne i deres hjemområder, men de kan svømme op til 240 meter under vandoverfladen.

## Bevarelse
Den guløjede pingvin anses som en af de mest sjældne pingvinarter i verden. Det er opført på IUCN's rødliste som truet. Den kom første gang på listen i 1988 som værende sårba. Dens status er siden blevet ændret til truet i år 2000. Det er anslået i 2024, at bestanden er faldet med 75 % i løbet af sidste 15 år.
Den havde en anslået bestand på 4000 i 2007. De største trusler omfatter forringelse af levesteder og indførte rovdyr. Den er muligvis den ældste af alle nulevende pingvine.
Et reservat, der beskytter mere end 10 % af fastlandsbestanden, blev oprettet ved Long Point i Catlins i november 2007 af Department of Conservation og Yellow-eyed Penguin Trust.
I august 2010 blev den guløjede pingvin beskyttet af den amerikanske lov om truede dyrearter.

### Trusler
I foråret 2004 slog en hidtil ubeskrevet sygdom 60 % af guløjede pingviners unger ihjel Otago-halvøen og i North Otago. Sygdommen er blevetsat i forbindelse med en infektion af Corynebacterium, en bakterieslægt, som også forårsager difteri hos mennesker. Den er blevet beskrevet som difteritisk stomatitis og patogenet identificeret. Et lignende problem har påvirket bestanden på Stewart Island. Hospitalsbehandling af unger har vist sig at være vellykket, idet 88 % af de 41 unger, der blev behandlet i 2022, overlevede.

## Turisme
Flere levesteder på fastlandet har observationssteder og er relativt tilgængelige for dem, der ønsker at se fuglene gå i land. Disse omfatter strande ved Oamaru, Moeraki-fyrtårnet, et antal strande nær Dunedin og the Catlins. Derudover tilbyder kommercielle turistvirksomheder på Otago-halvøen også adgang til observationssteder, hvor man kan se guløjede pingviner. Den guløjede pingvin findes ikke i zoologiske haver, fordi den ikke formerer sig i fangenskab. Undersøgelser har vist, at menneskelig tilstedeværelse i deres levesteder har en negativ påvirkning på deres fouragerings- og ynglevaner.